# Трива (Белуно)
Трива је насеље у Италији у округу Белуно, региону Венето.
Према процени из 2011. у насељу је живело 22 становника. Насеље се налази на надморској висини од 327 м.